# Ao Vivo em Campo Grande (álbum de Henrique & Diego)
Ao Vivo em Campo Grande é o primeiro álbum ao vivo da dupla sertaneja Henrique & Diego, lançado em abril de 2013 pela Sony Music. Gravado no Ondara Palace em Campo Grande no dia 07 de agosto de 2012. O projeto ainda contou com as participações do cantor Gusttavo Lima e das duplas Humberto & Ronaldo e Matheus & Kauan.

## Lista de faixas

### CD
| N.º | Título                                        | Duração |  |
| 1.  | "5 Horas da Manhã"                            | 2:45    |  |
| 2.  | "Safadin"                                     | 3:07    |  |
| 3.  | "Festa Boa" (Part. Gusttavo Lima)             | 2:36    |  |
| 4.  | "Oh Delícia"                                  | 3:04    |  |
| 5.  | "Ressaca de Amor Passa"                       | 3:17    |  |
| 6.  | "Com Você"                                    | 3:00    |  |
| 7.  | "Segunda Via" (Part. Humberto & Ronaldo)      | 2:28    |  |
| 8.  | "Paty Melhorada"                              | 2:49    |  |
| 9.  | "Te Levar Pro Céu"                            | 3:01    |  |
| 10. | "Vai Doer"                                    | 3:07    |  |
| 11. | "Vou Me Entregar" (Part. Gusttavo Lima)       | 3:07    |  |
| 12. | "Solteiro É Todo Dia"                         | 2:46    |  |
| 13. | "As Coisas Vão e Vem" (Part. Matheus & Kauan) | 2:58    |  |
| 14. | "Sei Que Vai Voltar"                          | 2:40    |  |
| 15. | "Zuar e Beber"                                | 2:59    |  |
| 16. | "Na Hora Errada"                              | 2:53    |  |

### DVD
| N.º | Título                                                         | Duração |  |
| 1.  | "Abertura"                                                     |         |  |
| 2.  | "5 Horas da Manhã"                                             |         |  |
| 3.  | "Safadin"                                                      |         |  |
| 4.  | "Desse Amor Me Cansei"                                         |         |  |
| 5.  | "Te Levar Pro Céu"                                             |         |  |
| 6.  | "Se Eu Não Lembro Eu Não Fiz"                                  |         |  |
| 7.  | "Vira o Jogo"                                                  |         |  |
| 8.  | "Zuar e Beber"                                                 |         |  |
| 9.  | "Vou Me Entregar" (Part. Gusttavo Lima)                        |         |  |
| 10. | "Festa Boa" (Part. Gusttavo Lima)                              |         |  |
| 11. | "Com Você"                                                     |         |  |
| 12. | "Oh Delícia"                                                   |         |  |
| 13. | "Me Liga / Coração Sem Noção"                                  |         |  |
| 14. | "Cem Mil Vidas"                                                |         |  |
| 15. | "Solteiro É Todo Dia"                                          |         |  |
| 16. | "Ressaca de Amor Passa"                                        |         |  |
| 17. | "Vai Doer"                                                     |         |  |
| 18. | "Sei Que Vai Voltar"                                           |         |  |
| 19. | "Indecisão"                                                    |         |  |
| 20. | "Segunda Via" (Part. Humberto & Ronaldo)                       |         |  |
| 21. | "Mãe"                                                          |         |  |
| 22. | "Te Esquecer Jamais"                                           |         |  |
| 23. | "Eh Tudo Toiss"                                                |         |  |
| 24. | "Na Hora Errada"                                               |         |  |
| 25. | "As Coisas Vão e Vem" (Part. Matheus & Kauan)                  |         |  |
| 26. | "Paty Melhorada"                                               |         |  |
| 27. | "Copinho Descartável / Te Peço de Volta / Devassa / Abandonei" |         |  |
| 28. | "Senhorita"                                                    |         |  |
| 29. | "Making of / Porque choras"                                    |         |  |